# Guan Zhong
Guan Zhong (kinesiska: 管仲), född 725 f.Kr. död 645 f.Kr., var en kinesisk filosof och politiker under Vår- och höstperioden i Kina.
Guan Zhong levde i det som nu är provinsen Anhui i Kina. Han betraktas traditionellt som författare av boken GuanZi, även om det verk som idag går under det namnet sammanställts av ett flertal olika författare under en längre tidsrymd.  Guan Zhong var en av grundarna av den legalistiska skolan, och har beskrivits som "legalismens fader".

## Guanzi
Sju kapitel i Guanzi ger uttryck för avgjort legalistiska principer. Lagar och personlig makt framhålls som centrala för framgångsrik politisk maktutövning, men Guan Zhong hävdar även att härskaren själv måste följa sina lagar. Om han själv inte lever som han lär, kan följden bli att människor väljer att bryta lagen, trots hårda straff.
Härskaren har tillgång till fem "handtag" han kan använda för att leda folket:

1. Låta människor leva.
2. Avrätta människor.
3. Göra dem fattiga.
4. Hedra dem.
5. Förnedra dem.

Av detta följer att politisk framgång grundar sig i fyra ting: civil makt, militär makt, makten att straffa och makten att vara välvillig och frikostig. En god härskare måste lära sig att balansera alla dessa sidor av maktutövningen.
Utöver den politiska filosofin innehåller verket emellertid också både konfucianska och daoistiska föreställningar, och det har under perioder betraktats som en taoistisk snarare än en legalistisk klassiker.